# Андреево (станция)
Андреево — грузо-пассажирская железнодорожная станция Октябрьской железной дороги, расположенная на участке Волховстрой I — Кириши — Чудово. Располагается недалеко от деревни Андреево Киришского района Ленинградской области.
При станции Андреево есть одноимённый станционный посёлок. Почтовый индекс посёлка и станции — 187105.
Станция Андреево была открыта в 1919 году. На станции осуществляется приём и выдача грузов, приём и выдача багажа и продажа билетов.

## Пригородное сообщение
Проходят электропоезда:
- Волховстрой I — Чудово-1-Московское